# المحرق (مدينة)

موقع جزيرة المحرق

المحرّق مدينة بحرينية تقع في جزيرة المحرق في أقصى شمال مملكة البحرين أصبحت عاصمة للدولة بين عامي 1810 ومايو 1923م، وقد أسسها العتوب. وقد جعلت المحرق محافظة من محافظات البحرين الخمس في عام 2002م (انظر محافظة المحرق).

## السطح
وهي في تكوينها شبيهة بحرف ال M الإنجليزي، ومساحتها الإجمالية حوالي سبعة أميال مربعة، أما سطحها فهو في مستوى سطح البحر أو تحته بقليل عدا المنطقة الواقعة من أقصى الشمال القديم لمدينة المحرق توجد أعلى منطقة في حي البوخميس حيث المكان المبنى عليه مسجد البوعينين وشواطئ المحرق رملية يحيط بها شريط عريض من الصخور المرجانية وكلها تبدو ظاهرة للعيان في حالة الجزر .

## جغرافيا
- الموقع الجغرافي: شرق مدينة المنامة في شمال البحرين
- المساحة: في الوقت الحالي حوالي 30 كم وهي في تزايد مستمر بسبب عمليات الدفان للمشاريع سواءً لإسكانية العامة أو المشاريع الإسكانية الفاخرة الخاصة مثل مشروع جزر أمواج (قرب قرية قلالي ومشروع ديار المحرق ومشروع دلمونيا (مدينة راقية صحية لم يبدأ العمل فيها بعد).2
- السكان: 44,684 (آخر إحصاء رسمي في سنة 1991م(1)) وبين الجهاز المركزي للمعلومات أن العدد وصل إلى ما يقارب 120 ألف نسمة تقديرياً في سنة 2006م.

## جسور المحرق

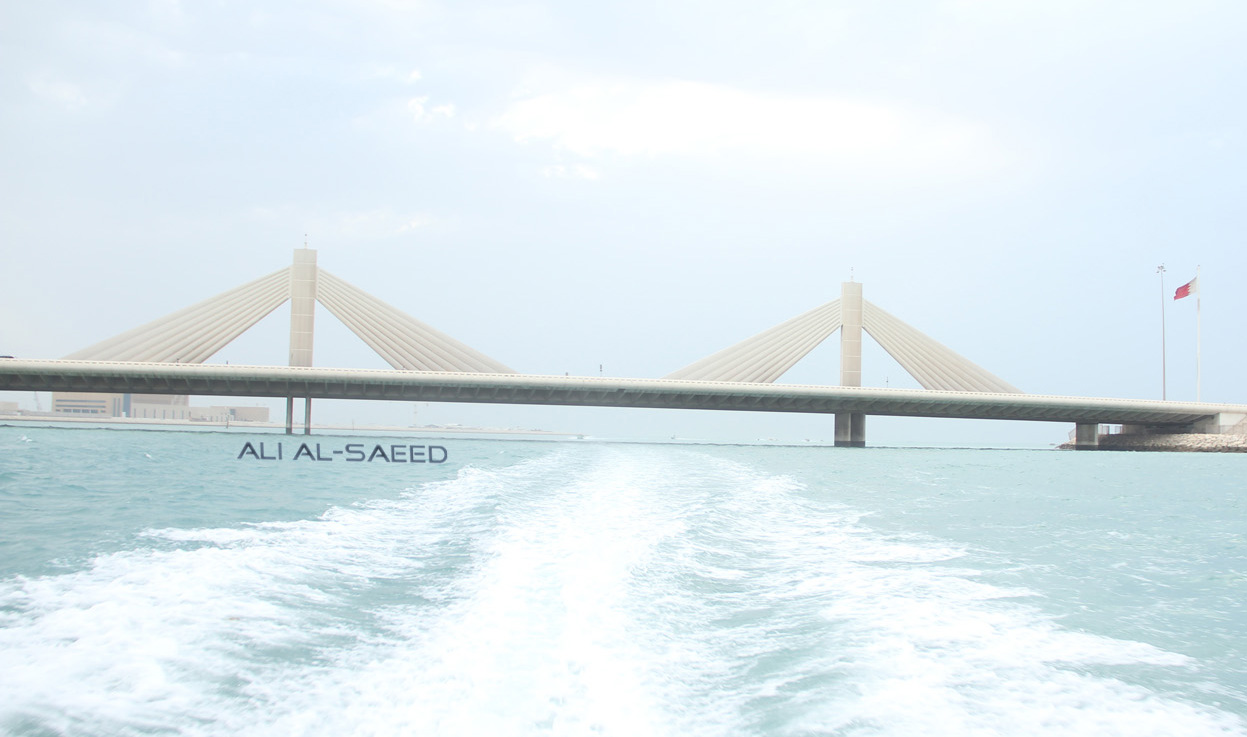
جسر معلق بالمحرق

يربط جزيرة المحرق بالجزيرة الأم ثلاثة جسور هي:
- جسر الشيخ حمد ويربط بين المنامة والمحرق.
- جسر الشيخ عيسى بن سلمان ويربط بين الزاوية الشمالية الشرقية لساحل المنامة وشاطئ المحرق
- جسر الشيخ خليفة بن سلمان ويربط بين منطقة الحد بالمحرق وميناء سلمان بالمنامة وهو الجسر الأحدث.
- كما أنه تقوم الآن مملكة البحرين بإنشاء جسور أخرى تربط جزيرتي المحرق والمنامة فهناك جسر شمالي من جهة المنطقة الدبلوماسية يربط مدينة البسيتين بالمنطقة البلوماسية وبالتحديد بـ مرفأ البحرين المالي  و مرفا البحرين

## مناطق بالمحرق
تقسم المحرق إلى عدة مناطق وهي:
أولا المدن:
- مدينة المحرق والتي تتقسم إلى أحياء (فريج الحياك، والصاغة، والسكران، البنائين، الزياني، الصنقل، آل بن علي، البن هندي، المري، فريج الزياينة، فريج بن رشدان، فريج البن خاطر، فريج البوخميس)... إلخ من أحياء وفرجان اندثرت عبر التاريخ وذلك لتداخل الأحياء مع بعضها البعض فأصبحت الأحياء التي كانت تفصلها مساحات من الأرض (برايح)، بيوتا ومواقف للسيارات فأصبح بين الحي والآخر طريقا ضيقا متداخل مع الحي الآخر (داعوس أو زرنوق).
- مدينة الحد (قرية تحولت حديثاً إلى مدينة بسبب اتساع رقعتها الجغرافية ووجود العديد من المشاريع الحيوية على أراضيها مثل الشركة العامة لإنتاج السفن وميناء الشيخ خليفة).

ثانياً القرى:
- حالة بو ماهر حي في جزيرة المحرق بمملكة البحرين وتابع لمحافظة المحرق
- البسيتين هي قرية صغيرة تقع في الغرب الشمالي لجزيرة المحرق بالبحرين، وسُميت «البسيتين» بهذا الاسم نسبة إلى كثرة بساتينها.
- عراد هي قرية بحرينية تقع إلى الشرق من مدينة المحرق وغربي الحد توجد فيها قلعة عراد
- قلالي تقع في الشمال إلى الشمال الشرقي من مدينة المحرق بالقرب من سماهيج وقد كانت حتى وقت قريب أعلى نقطة يابسة بالبحرين
- سماهيج هي إحدى قرى جزيرة المحرق التابعة للبحرين
- الدير هي قرية في جزيرة المحرق بمملكة البحرين، تقع على الساحل الشمالي لجزيرة المحرق شمال مطار البحرين الدولي والشمال الغربي لقرية سماهيج
- حالة السلطة حالة السلط بمعنى جزيرة السلطة بلغة أهل الخليج وقد سميت كذلك على سكانها من قبيلة آل سليط (السليطي)
- حالة النعيم جزيرة النعيم بلغة أهل الخليج وقد سُمّيت كذلك على سكانها من قبيلة النعيم (النعيمي) وهي من أكبر القبائل البحرينية

ثالثاً الجزر:
- جزر أمواج
- ديار المحرق
- دلمونيا

## مواقع تاريخية
- مسجد سيادي
- بيت الشيخ عيسى بن علي آل خليفة
- قلعة عراد
- بيت سيادي
- سوق القيصرية
- عمارة بن مطــر
- قلعة بوماهر
- نزل السلام

## تأسيس مدينة المحرق

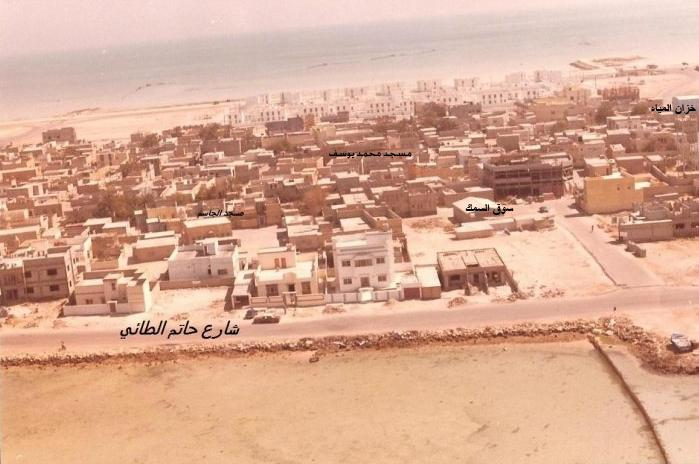
مشهد من مدينة الحد

فتحت أسرة آل خليفة البحرين في عام 1783 م، على يد الشيخ أحمد الفاتح، وفي عام 1796 م توفي الشيخ أحمد، وانتقل بعدها آل خليفة من الزبارة إلى البحرين، فسكن الشيخ سلمان بن أحمد الرفاع والشيخ عبد الله بن أحمد المحرق، ومن هنا فقد اتخذت البحرين مركزاً سياسيا لحكمهم، وبناء على ثنائية الحكم، أصبحت المدينتان مقران للحكم والسلطة السياسية.
وبالتالي فإنه يمكننا اعتبار عام 1796 م هو بداية تأسيس المحرق كمدينة ومركز للسلطة السياسية على يد الشيخ عبد الله بن أحمد آل خليفة.
وبعد هذا التاريخ شهدت منطقة الخليج العربي عددا من الصراعات والتي انتهت في عام 1810 م بمعركة خكيكرة، والتي وقعت أمام (الخوير) وهو موضع على ساحل دولة قطر وقد كان النصر فيها لآل خليفة.
وبعد استتباب الأمن والاستقرار عاد آل خليفة ثانية إلى المحرق من الزبارة، وهذا يعتبر إعلان تاريخي عن تأسيس مدينة المحرق في شكل عمراني متكامل وسكنها الشيخ عبد الله بن أحمد وبنى بها قلعة في جنوب المحرق سميت بقلعة بو ماهر.
ومنذ ذلك الحين أخذت مدينة المحرق تكتسب أهميتها الحضرية على الخريطة العمرانية لجزر البحرين وسرعان ما أصبحت هي عاصمة الجزر ومركزها السياسي والعمراني.
فقد أخذت المحرق تكتسب أهمية سياسية أكبر، وجذبت الكثير من القبائل لاستيطانها مما ساعد ذلك على ازدهارها، وصارت مصدر جذب لاستيطان القبائل العربية وتجار اللؤلؤ ويعود ذلك إلى أهميتها الاقتصادية، فهي أصبحت مركزا مهما وهدفا بحريا لتجارة البلاد الشرقية القريبة.
والجدير بالذكر أن استيطان المحرق كان يتم على شكل مجموعات أو مستقرات قبلية في شكل أحياء تعرف محلياً باسم (الفريج)أي الحي، واكتسب كل حي سكني تسميته من اسم القبيلة التي تسكنه وكان غالبية السكان من القبائل العربية السنية إضافة إلى الهولة أو (الحولة) والبستكية وهم العرب الذين نزحوا واستقروا في الساحل الشرقى للخليج جنوب إيران، أما الباقي فهم السكان الشيعة من العجم الذين يتمركزون في فريج البنعلي اصولهم إيرانية وأكثرهم من فارس من محافظة بيرم في الجمهورية الإسلامية الإيرانية والعرب (البحارنة) وهم أصحاب الحرف من حياكين وبنائين وصاغة....إلخ والعرب (السنة). لذلك فقد اكتسبت أحيائهم تسميتها من الحرف نفسها.
ونتيجة للزيادة الكبيرة والسريعة في النمو السكاني لعدد المواطنين والمقيمين على أرض هذا الوطن وفي المقابل تطور في مختلف القطاعات في الدولة مثل الزراعة والصناعة والمناطق السكنية العمرانية والخدمات العامة وشبكات البنية الأساسية.
فدأبت الدولة وبالتحديد وزارة الإسكان على توفير المسكن الملائم لكل أسرة بحرينية، فقد أنجزت الدولة في الستينات مشروع المساكن الشعبية للعمال في المحرق، وبعدها قامت وزارة الأسكان بإنشاء 122 وحدة سكنية و 7 عمارات سكنية فيها 42 شقة في عام 1980 وهذا في مدينة الحد، و 669 وحدة سكنية في عراد وفي البسيتين تم إنشاء 131 وحدة سكنية و 23 عمارة فيها 152 شقة، وبين عامي 1976 - 1997م تم إنشاء 134 وحدة سكنية و 57 عمارة سكنية بها 354 شقة في مدينة المحرق.
وفي عهد سمو الأمير الراحل عيسى بن سلمان آل خليفة تم إنشاء مدينتين كبيرتين هما مدينة عيسى ومدينة حمد.

## إحصاء
قد بلغ عدد سكان المحرق عند نهاية القرن التاسع عشر الميلادي حوالي ثلاثون ألف نسمة. وحسب إحصائية عام 1991م فقد بلغ عدد سكانها 44684 نسمة. وبين الجهاز المركزي للمعلومات أن العدد وصل إلى ما يقارب 120 ألف نسمة تقديرياً في سنة 2006.

## تسمية المحرق
لقد اختلفت الروايات في أصل تسمية المحرق بهذا الاسم فلقد ذكر العلامة جواد علي أن جانبا من وصف المحرق مقرونا باسم امرؤ القيس الذي كان يوصف بالمحرق، ويضيف العلامة قائلا «ونصادف كلمة المحرق ومحرق وآل محرق في مواضع من التواريخ المتعلقة بالحيرة. وقد أطلقها بعض الإخباريين على الغساسنة أيضا. وهم يرون أنها لقب أُلحق بأولئك الملوك، لأنهم عاقبوا أعداءهم في أثناء غزوهم لهم بحرق أماكنهم بالنار».
«وفي أصنام الجاهليين صنم يدعى محرق والمحرق، تعبدت له بعض القبائل مثل بكر بن وائل وربيعة، وقد ورد من بين أصنام الجاهلين اسم له علاقة بهذا الصنم هو عبد المحرق، فقد يكون للمحرق علاقة بهذا الصنم، كأن اتخذ من أرباب التيمن أو التبرك للملك الذي عرف بالمحرق أو أنه قدم قربانا لهذه الآله الذي أحرقه على مذبحة بالنار وربما كانت تلك عادة معروفة عند العبرانيين فقيل له بالمحرق». أن تسمية المحرق بهذا الاسم إنما هي تسمية قديمة وإن اختلفت الروايات في أصلها، وقد سميت بها عدة مناطق مثل جنوب العراق أو سواحل الخليج وجزره.

## مواقع إلكترونية خاصة بسكان المدينة
- منتديات المحرق
- منتدى المحرق
- شبكة المحرق الإلكترونية
- منتديات شباب المحرق
- مدرسة المحرق للفروسية

## أعلام
- حسين الأكرف

## الهامش
- 1 حسب إحصائية البحرين الرسمية لسنة 1991م